# هالاسانا

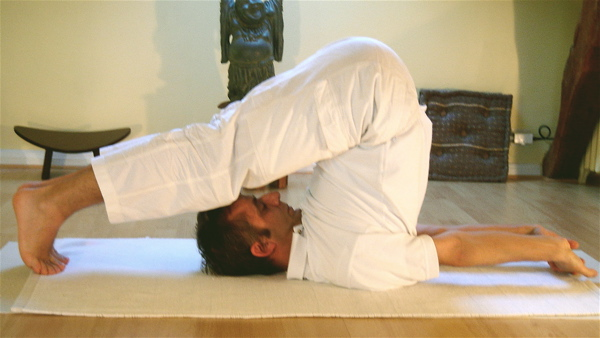
هالاسانا

هالاسانا (به سانسکریت: हलासन؛ IAST: halāsana) یا حالت گاوآهن یک آسانا معکوس در هاتا یوگا و یوگای مدرن به عنوان ورزش است.

## ریشه‌شناسی و ریشه‌ها

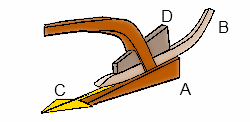
این وضعیت شبیهٔ گاوآهن سنتی (خیش) است.

نام Halasana از سانسکریت हला hala، شخم زدن. این حالت در قرن نوزدهم Sritattvanidhi به نام Lāṇgalāsana عنوان شده‌است که در سانسکریت نیز به معنای حالت گاوآهن است. 

## شرح
حرکت خیش، ادامهٔ طبیعی حرکت ایستادن روی شانه (Sarvangasana) است. در تداوم وضعیت ایستادن روی شانه پاها به عقب برده شده تا انگشتهای پا در پشت سر به زمین برسند، دستها از قسمت پایین تنهٔ پشت برداشته می‌شوند و کف دستها روی زمین گسترده می‌شود و دستها با فاصله ای به اندازهٔ پهنای شانه در خلاف جهت سر روی زمین کشیده می‌مانند. 